# 和田一郎 (政治家)
和田 一郎（わだ いちろう、1929年6月19日 - 2022年3月26日）は、日本の政治家。公明党衆議院議員（3期）。

## 概要
大阪府出身。
1945年（昭和20年）興国商業学校を卒業。1963年（昭和38年）に宇都宮市議会議員選挙に立候補して初当選。二期目の途中、1969年の第32回衆議院議員総選挙で栃木県2区から公明党公認で立候補して初当選、3期務めた。衆議院地方行政委員、党栃木県本部長を歴任。1980年の第36回衆議院議員総選挙では落選したため政界を引退。
2022年3月26日、老衰のため死去。92歳没。